# Odette Toulemonde et autres histoires
Odette Toulemonde et autres histoires est un recueil de nouvelles de l'écrivain français Éric-Emmanuel Schmitt, paru en 2006 aux éditions Albin Michel.

## Historique
Odette Toulemonde, la nouvelle qui donne son titre au recueil, est en fait la transposition du scénario du film que Schmitt a réalisé (avec Catherine Frot et Albert Dupontel). Le film est sorti le 7 février 2007. 
Au milieu de ses heures de tournage, pour occuper le peu de temps où il n'avait rien à faire, l'auteur a rédigé ces huit nouvelles qui, selon ses dires, lui trottaient dans la tête depuis un moment, alors que ses producteurs le lui avaient fortement déconseillé. L'écrivain Balthazar Balsan est d'une certaine façon l'alter ego d'Éric-Emmanuel Schmitt.
Il s'agit de son premier recueil de nouvelles publié.

## Résumé
Dans ce recueil, Schmitt offre, en 8 nouvelles les portraits de huit femmes qui tentent, envers et contre tout, de trouver le bonheur,.

## Nouvelles
- Wanda Winnipeg
- C'est un beau jour de pluie
- L'Intruse
- Le Faux
- Tout pour être heureuse
- La Princesse aux pieds nus
- Odette Toulemonde
- Le Plus Beau Livre du monde

## Éditions
Édition imprimée originale
- Éric-Emmanuel Schmitt, Odette Toulemonde et autres histoires, Paris, éd. Albin Michel, 2 novembre 2006, 288 p., 130mm x 200mm (ISBN 2-226-17362-5)

Édition imprimée au format de poche
- Éric-Emmanuel Schmitt, Odette Toulemonde et autres histoires, Paris, Librairie générale française, coll. « Le Livre de poche jour=04 », février 2009, 224 p., 18 cm (ISBN 978-2-253-12662-1)

Livre audio
- Éric-Emmanuel Schmitt, Odette Toulemonde et autres histoires, Paris, Éditions Thélème, 12 septembre 2008 (ISBN 978-2-87862-559-2, BNF 41476663)Narrateur : Guillaume Gallienne. Regroupe huit nouvelles (chacune divisée en 2 pistes audio)